# Takuya Seguchi
Takuya Seguchi (瀬口 拓弥 Seguchi Takuya?), född 30 november 1988 i Okayama prefektur, är en japansk fotbollsspelare.
Seguchi började sin karriär 2011 i Kamatamare Sanuki. Han spelade 122 ligamatcher för klubben. 2020 flyttade han till Tokushima Vortis.